# Carl Alexander Clerck

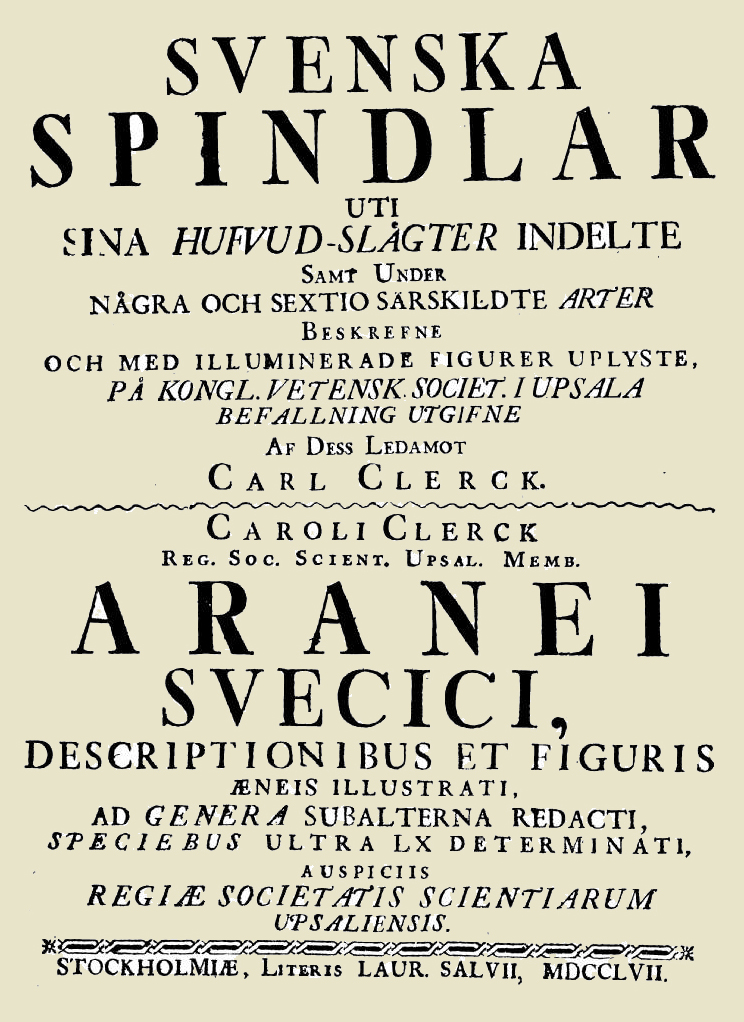
Strona tytułowa pracy Clercka pt.: Svenska spindlar

Carl Alexander Clerck (ur. 1709, zm. 22 lipca 1765) – szwedzki entomolog i arachnolog.
Rodzina naukowca wywodziła się z drobnej szlachty. Carl Clerck rozpoczął studia na Uniwersytecie w Uppsalii w 1726. Biografowie przemilczają ten okres życia zoologa. Chociaż żył w tym samym czasie co Karol Linneusz, nic nie wiadomo na temat ich znajomości w okresie studiów Clercka. Z powodów ekonomicznych przerwał studia i rozpoczął pracę urzędniczą. Pracował w administracji Sztokholmu.
Zainteresowanie historią naturalną przyszło w dojrzałym wieku, po serii odczytów Linneusza wygłoszonych w 1737 w Sztokholmie. Clerck zaczął kolekcjonować i katalogować okazy pająków. W 1757 opublikował Svenska spindlar, znane również pod łacińskim tytułem Aranei Suecici. W dziele tym zawarł liczne obserwacje dotyczące życia pająków. Entomolog rozpoczął również publikację Icones insectorum rariorum, serię broszur zawierającą dokładne rysunki licznych gatunków motyli. Przed śmiercią zdążył wydać trzy zeszyty.
Svenska spindlar Clercka jest pierwszym opublikowanym źródłem zawierającym nazwy systematyczne różnych gatunków zwierząt.
Clerck korespondował z Linneuszem, który cenił jego pracę. Dzięki Linneuszowi Clerck został członkiem Królewskiego Towarzystwa Naukowego w Uppsalii w 1756 oraz Szwedzkiej Królewskiej Akademii Nauk w 1764.
Kolekcje Clercka znajdują się w Szwedzkim Muzeum Historii Naturalnej.